# Vitrinula hahajimana
Vitrinula hahajimana foi uma espécie de gastrópodes da família Ariophantidae.
Foi endémica do Japão.